# St. Matthias jezici
St. Matthias jezici, skupina od dva oceanijska jezika koji se govore u Papui Novoj Gvineji na otocima St. Mathias. Ukupno oko 5.000 govornika služi se jezikom mussau-emira, i svega desetak osoba jezikom tenis.
Pripadnici etničke grupe Tenis jezikom mussau-emira govore kao drugim jezikom.

## Vanjske poveznice
- Ethnologue (14th)
- Ethnologue (15th)